# Підняттєва виробка
Підняттє́ва ви́робка — похила або вертикальна гірнича виробка, яка не має безпосереднього виходу на денну поверхню і пройдена між горизонтами з метою пересування людей, провітрювання, перепуску корисних копалин або породи, доставки матеріалів на підповерх та іншого, переміщення людей, вентиляції, прокладення трубопроводів та електрокабелів, а також для розвідувальних цілей. На рудних шахтах В.п. називають підняттєвою, а на вугільних — ґезенк. Крім того, до підняттєвих можна зарахувати такі виробки: шурф, скат, сліпий стовбур тощо.